# Antim Kundu
Antim Kundu (ur. 17 września 2005) – indyjska zapaśniczka walcząca w stylu wolnym. Zajęła ósme miejsce na mistrzostwach świata w 2023 roku.
Brązowa medalistka mistrzostw Azji w 2024. Mistrzyni Azji U-23 w 2024. Druga na mistrzostwach świata i Azji juniorów w 2023 roku.